# Jacob Whiteduck-Lavoie
 (juillet 2025).
Jacob Whiteduck-Lavoie est un acteur québécois. Il est surtout connu pour sa performance dans le film Une colonie, pour lequel il a reçu une nomination aux Prix Écrans canadiens du meilleur acteur dans un second rôle lors de la 7e édition des Prix Écrans canadiens en 2019  et une nomination aux Prix Iris pour Révélation de l'Année au 21e gala Québec Cinéma.

## Biographie
Jacob Whiteduck-Lavoie est membre de la communauté algonquine de Kitigan Zibi, située en Outaouais.
En 2023, Jacob Whiteduck-Lavoie joue dans le film Coeur de slush, une adaptation du roman de Sarah-Maude Beauchesne, réalisé par Mariloup Wolfe. Il joue le rôle d'Émile, gérant du parc aquatique. Il est également apparu dans le film Bootlegger, les courts métrages Screw the Boys et The Music Video, la série télévisée District 31 et la mini-série télévisée Eaux turbulentes.
Depuis juin 2023, il joue le rôle de Xavier Laveau-Roy, un des rôles principaux dans la série jeunesse Premier trio, diffusée sur Ici Tou.tv. Il incarne un jeune hockeyeur dans une ligue élite. Xavier est le capitaine de cette équipe, dont les histoires d'amour rythment en partie le récit.
Il fait partie de la distribution de la série Amazon MGM Studios Sterling Point, créée et réalisée par Megan Park dont la sortie est prévue en 2026. 